# Alexis Bosch
Alexis Bosch Mendez (* 18. Juni 1966 in Havanna) ist ein kubanischer Jazzmusiker (Piano, Komposition, Arrangement, auch Perkussion), der Elemente des amerikanischen und lateinamerikanischen Jazz mit verschiedenen Strömungen kubanischer Musik und internationaler Pop- und Rockmusik verbindet.

## Leben und Wirken
Bosch erhielt eine Ausbildung als Schlagzeuger in der Schule, lernte aber auch Klavier, da seine Großmutter mütterlicherseits Klavierlehrerin war. 1985 absolvierte er sein Studium am Amadeo-Roldan-Konservatorium. Neben seiner Tätigkeit als Musiker schloss er 1991 sein Studium als Dirigent populärer Musik ab.
Bosch war 1985 im Orquesta Ideal in Guantánamo zunächst als Schlagzeuger, dann als Pianist und Arrangeur tätig; dort beschäftigte er sich insbesondere mit der Changüi-Musik. Dann ersetzte er Felipe Dulzaides im Jazzquartett Fusion 4. Er trat mit Bands wie System, Glass und Cut (Sarabande) auf. Er studierte Afro-Jazz bei Martha Duarte und Bobby Carcassés. Auch arbeitete er als Sideman in Oscar Valdés’ Diákara.
1987 wurde er Professor für Schlagzeug an der Musikschule Alejandro García Caturla in Havanna. Dort wurde er Pianist in verschiedenen Gruppen, darunter Runway und dem Quintett Sendas, wo er mit Emiliano Salvador Valdés, Rodolfo Terry, Jose Feliciano Arango, Carlos Acosta und Barretico auftrat. Insbesondere bei Sendas schrieb und arrangierte er für die Band. 2008 veröffentlichte Bosch mit seinem Quintett sein Debütalbum Round Tumbao. Weiterhin hat er die Bühne mit Größen wie Tito Puente, Waldo Madera, dem Flötisten Dave Valentin, Giovanni Hidalgo, Ray Charles, Compay Segundo, Eddie Palmieri, Gonzalo Rubalcaba, Sexto Sentido und Chucho Valdés geteilt. Weiter nahm er mit César López und dem Habana Ensemble zwei Alben auf. Arturo O’Farrill holte ihn zu seinem Album Cuba: The Conversation Continues (2015), zu dem er mehrere Stücke als Komponist und Interpret beisteuerte. Er tourte in Nordamerika, Europa, Argentinien, Brasilien, Peru und Venezuela.
Als Komponist verfasste Bosch mehr als 80 Werke im Bereich des Jazz, aber auch der Kammermusik. Er ist zudem Autor didaktischer Stücke für Schlagzeug-Ensembles der Elementarstufe, die in verschiedenen Musikschulen Havannas verwendet werden.
Die Platten Amor y Piano und Clásicos de Cuba, an denen Bosch beteiligt war, wurden beide mit dem Cubadisco-Preis (2004 bzw.  2008) ausgezeichnet.